# Жердзіни (Сілезьке воєводство)
Жердзіни (пол. Żerdziny, нім. Schardzin, 1936-45: Hohenau) — село в Польщі, у гміні Петровиці-Великі Рациборського повіту Сілезького воєводства.
Населення — 445 осіб (2011).
У 1975-1998 роках село належало до Катовицького воєводства.

## Демографія
Демографічна структура станом на 31 березня 2011 року:
|          | Загалом | Допрацездатний вік | Працездатний вік | Постпрацездатний вік |
| -------- | ------- | ------------------ | ---------------- | -------------------- |
| Чоловіки | 230     | 52                 | 161              | 17                   |
| Жінки    | 215     | 39                 | 137              | 39                   |
| Разом    | 445     | 91                 | 298              | 56                   |